# Chełmsko Śląskie

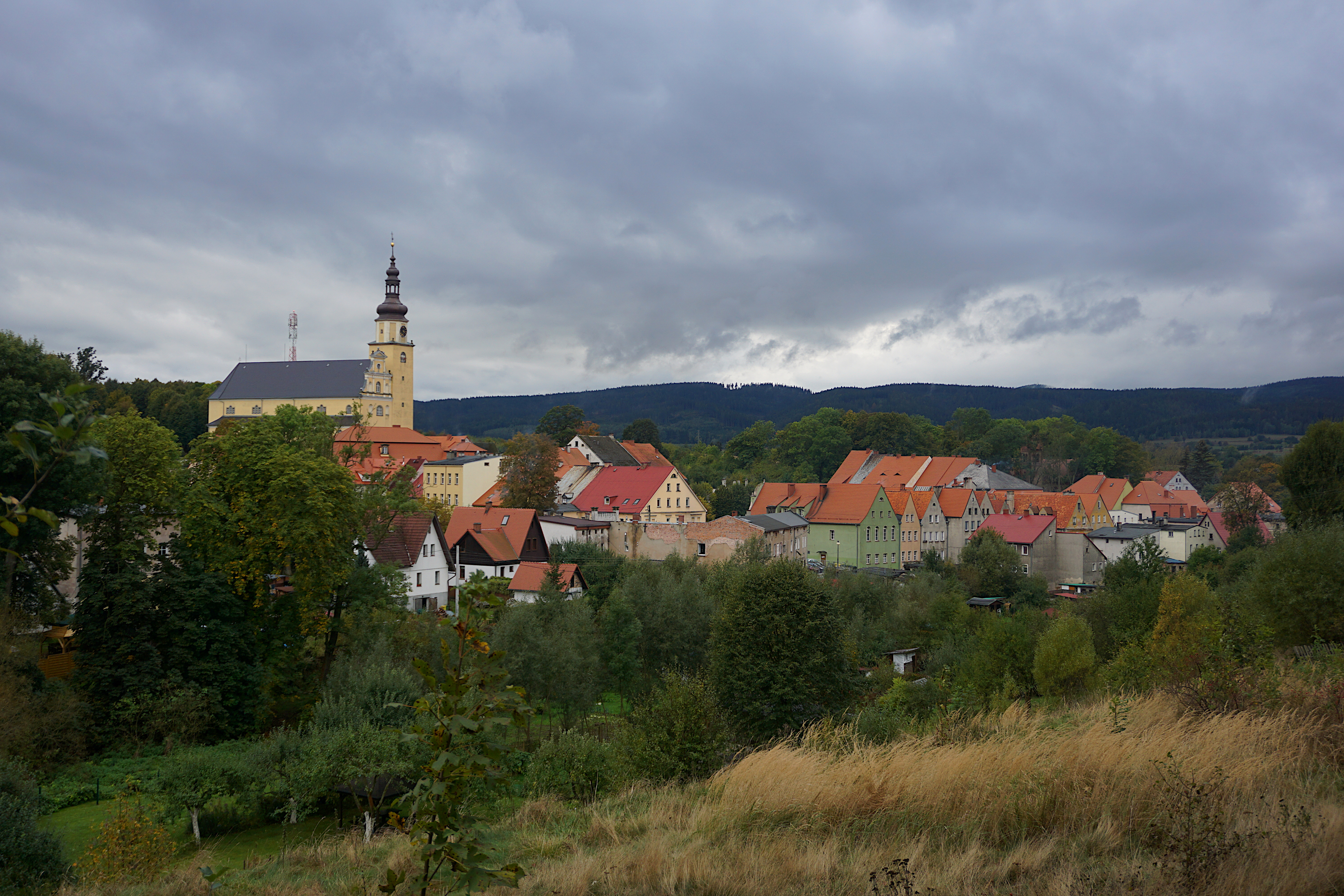
Umgebung von Chełmsko Śląskie

Chełmsko Śląskie [ˈxɛwmskɔ ˈɕlɔ̃skʲiɛ] (deutsch Schömberg, schlesisch Schimrich) ist ein Ort in der Stadt- und Landgemeinde Lubawka im Powiat Kamiennogórski der Woiwodschaft Niederschlesien in Polen.
Es liegt 14 Kilometer südlich von Kamienna Góra (Landeshut) und sechs Kilometer südöstlich von Lubawka (Liebau) im Quellgebiet der Flüsse Bober und Zadrna (Zieder). Etwa zwei Kilometer südöstlich verläuft die Grenze zu Tschechien.

## Geographie

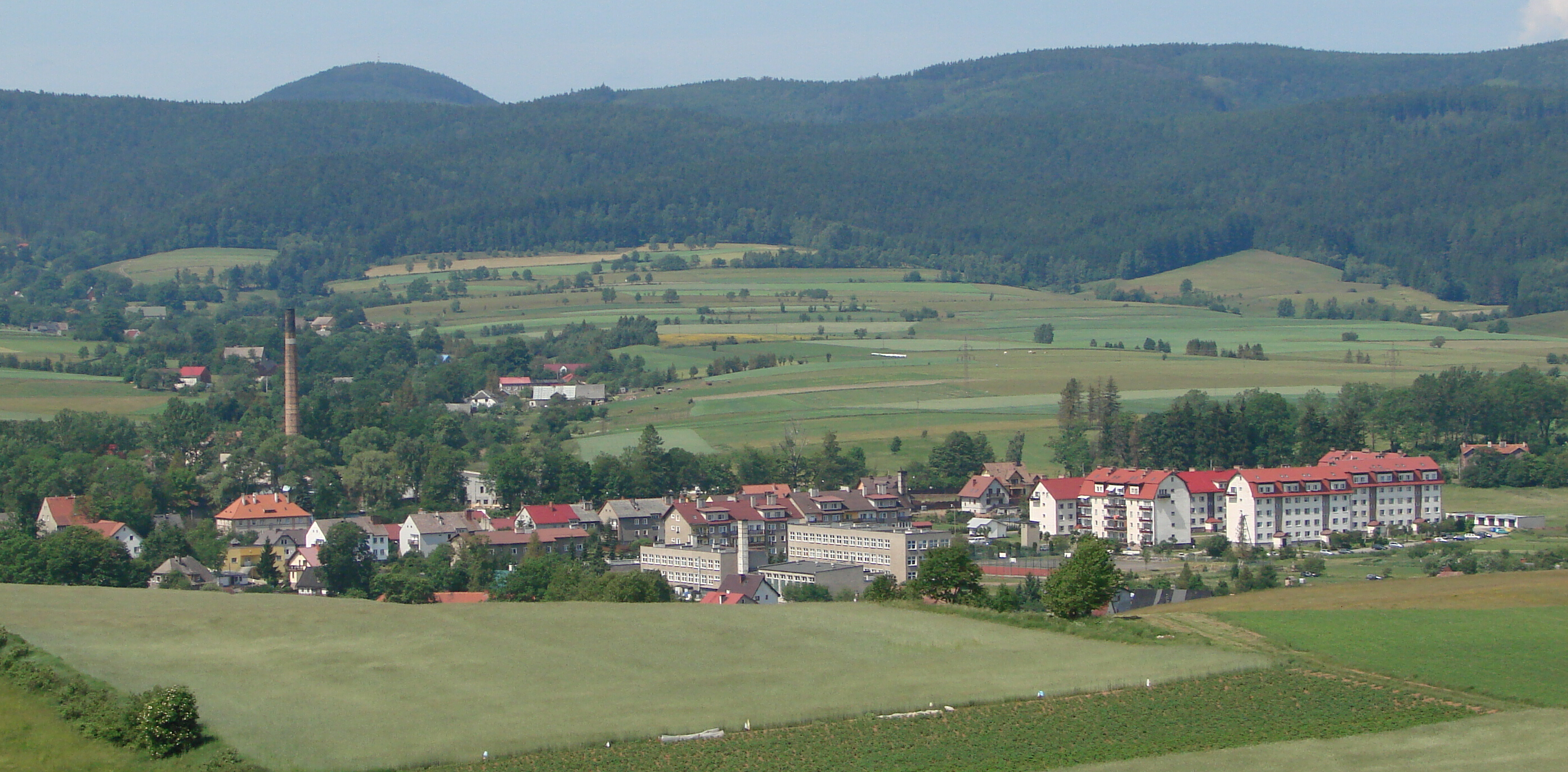
Umgebung von Chełmsko Śląskie

Nachbarorte von sind Olszyny (Erlendorf) und Jawiszów (Kleinhennersdorf) im Norden, Dobromyśl (Kindelsdorf) und Kochanów (Trautliebersdorf) im Nordosten, Rożana (Rosenau) und Mieroszów (Friedland) im Osten, Uniemyśl (Berthelsdorf) und Okrzeszyn (Albendorf) im Süden, Błażejów (Blasdorf b. Schömberg) im Westen und Ulanowice-Podlesie (Ullersdorf) im Nordwesten.

## Geschichte

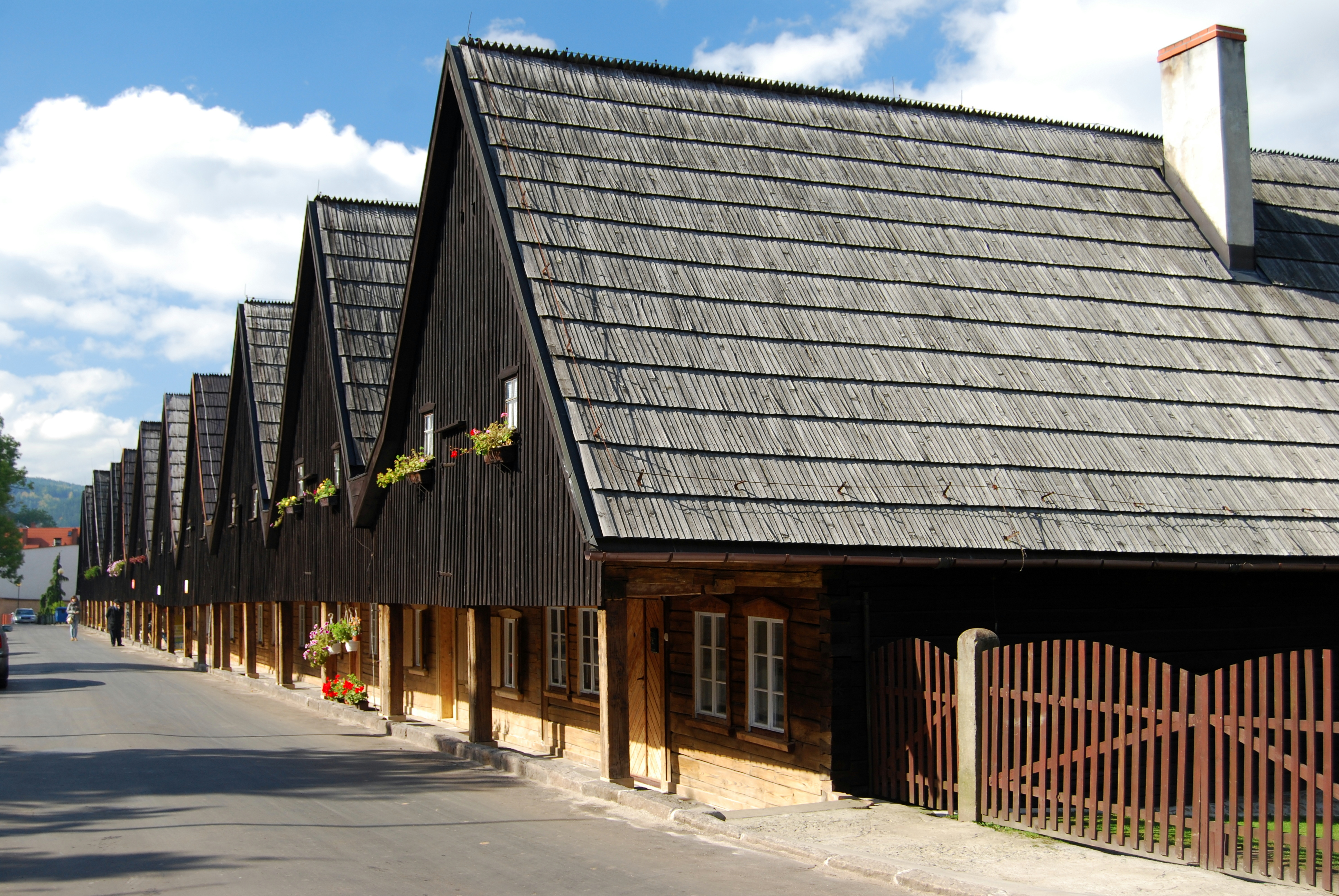
Weberhäuser „Zwölf Apostel“

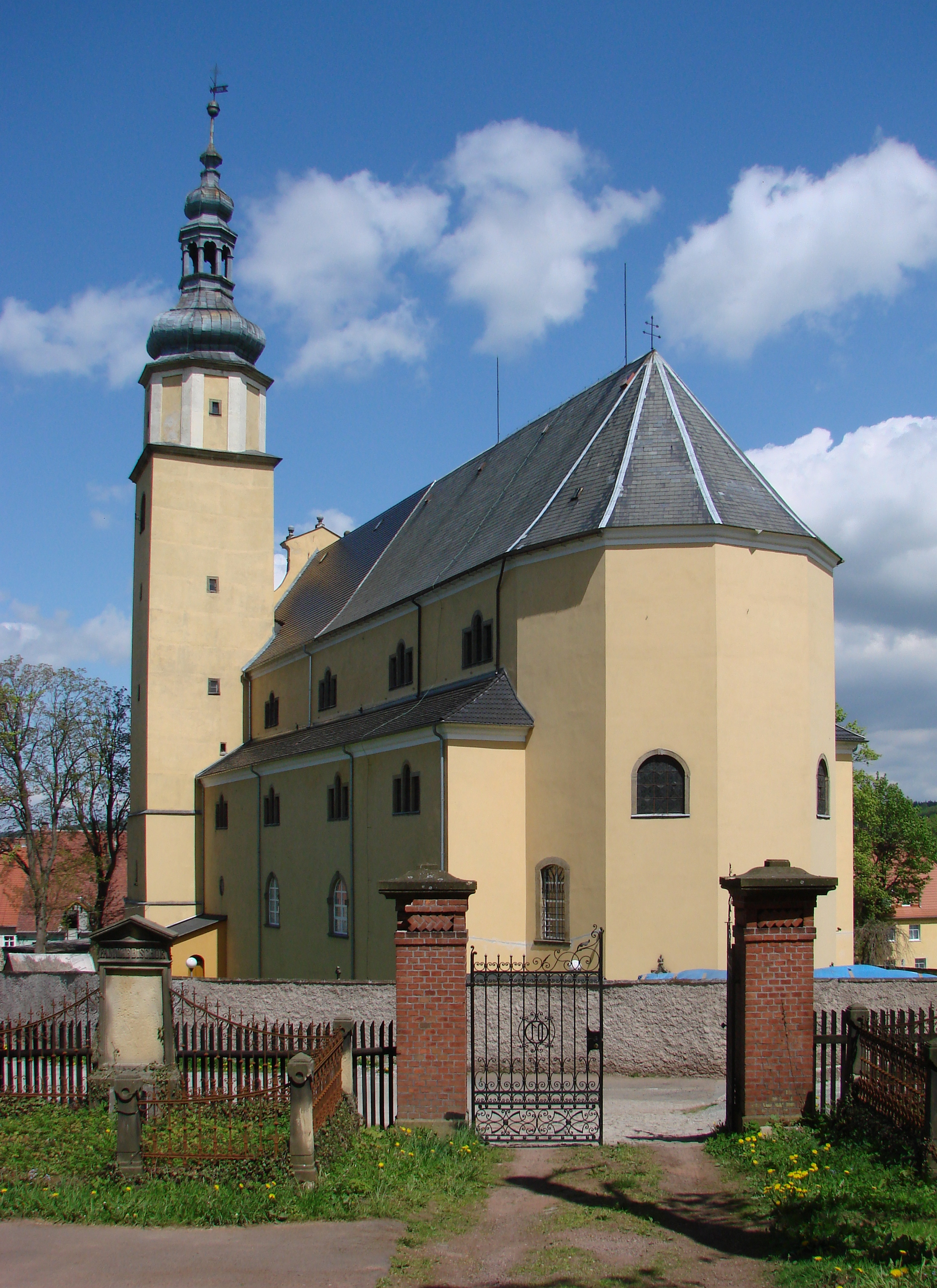
Pfarrkirche Hl. Familie

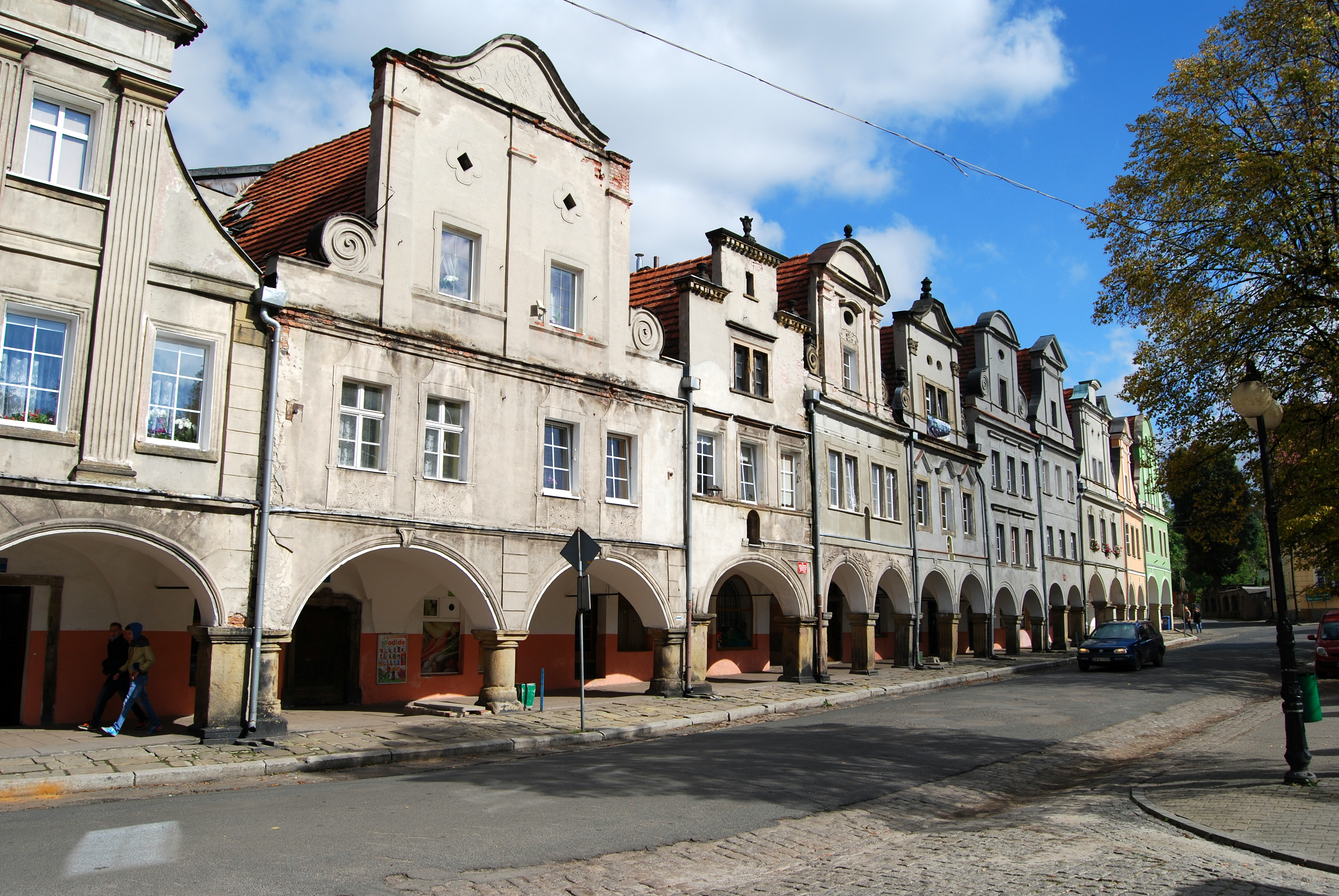
Barocke Laubenhäuser am Ring

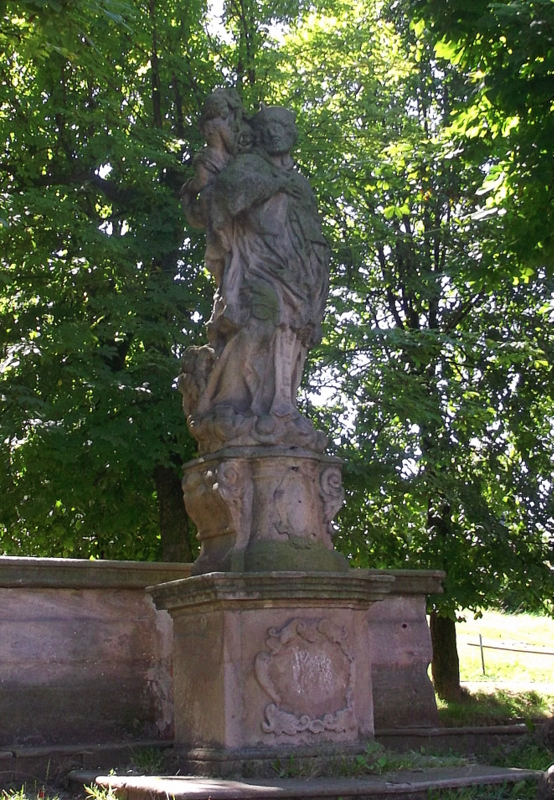
Statue des böhmischen Landesheiligen Johannes Nepomuk

Schömberg gehörte in ältester Zeit zu Böhmen und wurde vermutlich um 1275 von dem mährischen Adligen Egidius von Aupa und Schwabenitz gegründet, der auch das benachbarte Gebiet von Trautenau kolonisiert hatte. Zusammen mit den Dörfern Kindelsdorf, Trautliebersdorf, Michelsdorf und Königshan schenkte der böhmische König Wenzel II. „Shonenberch“ 1289 dem Schweidnitzer Herzog Bolko I. 1343 gehörte Schömberg dem Jeriko von Ysenberg und dem Prsech von Guttenstein. Sie verkauften es in diesem Jahr mit allen Rechten, Nutzungen sowie dem Patronatsrecht über die Kirche und die Dörfer Votysdorff (Vogtsdorf), Burchardisdorff, Blasienesdorff, Caczbach (Katzbach), Lutoldisdorff und Ludewigisdorf für 280 Prager Groschen dem Kloster Grüssau und dem Conrad Juvenis von Czirna. Vertragsgemäß sollte dessen Güteranteil nach seinem Tod ebenfalls dem Kloster Grüssau zufallen. Der Kauf wurde von Herzog Bolko II. am 20. Oktober 1343 bestätigt. Nach Czirnas Tod war das Kloster somit alleiniger Besitzer von Schömberg. Nach dem Tod des Herzogs Bolko II. fiel Schömberg 1368 zusammen mit dem Herzogtum Schweidnitz erbrechtlich an den böhmischen König Wenzel IV., wobei Bolkos Witwe Agnes von Habsburg bis zu ihrem Tod 1392 ein Nießbrauch zustand. 1426 wurde die nicht befestigte Stadt von den Hussiten zerstört. Kirchlich gehörte Schömberg bis etwa 1500 zum Erzbistum Prag und wurde danach dem Bistum Breslau zugeschlagen.
Ab dem 16. Jahrhundert entwickelte sich die Leinen- und Tuchweberei. Nachdem Schömberg offenbar die Stadtrechte verloren hatte, wurden diese 1580 vom böhmischen Landesherrn Kaiser Rudolf II. erneuert. Gleichzeitig bestätigte er die Privilegien für einen Wochen- sowie einen Jahrmarkt. Nachdem der Grüssauer Abt Martin Chavaei 1620 wegen der damals herrschenden Religionswirren in Schömberg ermordet worden war, verlor es in den Jahren 1621 bis 1629 wiederum die Stadtrechte. Im Zuge der Rekatholisierung nach dem Dreißigjährigen Krieg wurden unter Abt Bernardus Rosa in Schömberg mehrere Barockbauten errichtet. Durch den einsetzenden wirtschaftlichen Aufschwung entwickelte sich die Leinenweberei, so dass ab 1698 Leinenmärkte abgehalten wurden. In dieser Zeit entstand die Webersiedlung mit den Holzlaubenhäusern der „Zwölf Apostel“ und der „Sieben Brüder“.
Nach dem Ersten Schlesischen Krieg 1742 fiel Schömberg mit dem größten Teil Schlesiens an Preußen. Durch die eingetretene Grenzlage musste der Leinwandhandel, der überwiegend in die Habsburgermonarchie exportierte, starke Einbußen hinnehmen. Vermutlich deshalb kam es 1793 auch in Schömberg zu Weberunruhen. 1810 wurde das Klostergut säkularisiert. Nach der Neugliederung Preußens gehörte Schömberg seit 1815 zur Provinz Schlesien und war 1816–1945 dem Landkreis Landeshut eingegliedert. Im letzten Viertel des 19. Jahrhunderts entstanden in Schömberg drei Textilfabriken. Trotzdem sind für 1913 noch 149 Hausweber nachgewiesen.
Im 19. Jahrhundert und in der ersten Hälfte des 20. Jahrhunderts begann sich der Tourismus zu entwickeln. Ab den 1880er Jahren wurde Schömberg zu einem beliebten Sommerfrischeort, es gab mehrere Restaurants und Hotels. 1899 erhielt Schömberg Eisenbahnanschluss an der Ziedertalbahn. Der Bau der Eisenbahn wirkte sich belebend auf die Entwicklung der Industrie und der Stadt aus, die Einwohner konnten damals bereits die Strom- und Wasserversorgung nutzen.
Während des Zweiten Weltkriegs bestand Schömberg ab 1940 eine Außenstelle des KZ Groß-Rosen. Auf dem Friedhof befindet sich ein Gemeinschaftsgrab, in dem 77 Häftlinge bestattet wurden. Als Folge des Zweiten Weltkriegs fiel Schömberg 1945 mit dem größten Teil Schlesiens an Polen. Nachfolgend wurde es zunächst in Szymrych und 1947 in Chełmsko Śląskie umbenannt. Die einheimische Bevölkerung wurde, soweit sie nicht schon vorher geflohen war, 1946 von der örtlichen polnischen Verwaltungsbehörde aus Schömberg vertrieben. Die neu angesiedelten Bewohner waren teilweise Zwangsumgesiedelte aus Ostpolen, das an die Sowjetunion gefallen war.
Während der kommunistischen Herrschaft in Polen wurden in Chełmsko Śląskie zwei Werke errichtet, die der lokalen Bevölkerung Beschäftigung boten. Die Ortschaft verlor den Status einer Stadt und wurde zu einer stadtartigen Siedlung bestimmt. Wegen der Abnahme der Einwohner wurde sie 1972 zum Dorf herabgestuft.
1975–1998 gehörte Chełmsko Śląskie zur Woiwodschaft Jelenia Góra. Bis zum 21. Dezember 2007 war der Grenzübergang Chełmsko Śląskie-Libná in Betrieb, der nach dem Schengener Abkommen aufgelöst wurde.

## Sehenswürdigkeiten

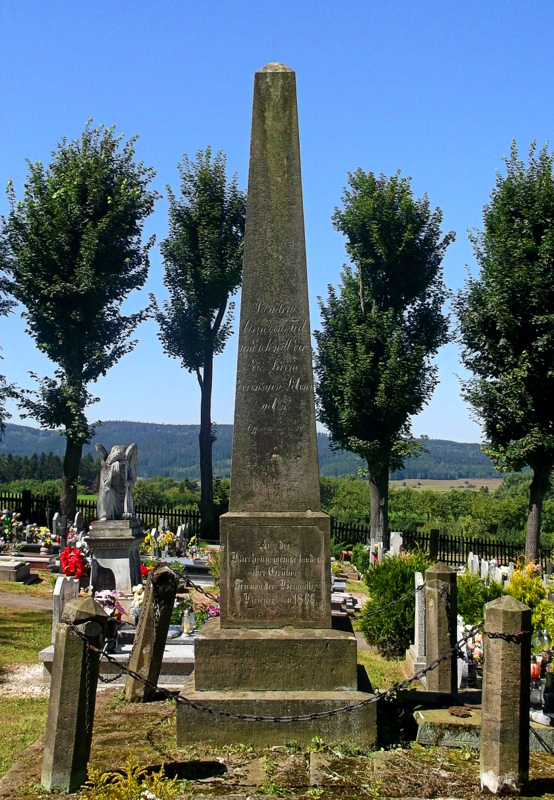
Friedhof

- Die römisch-katholische Pfarrkirche Heilige Familie (vormals St. Joseph, nach 1945 polnisch Kościół parafialny pw. Świętej Rodziny) wurde als barocke Saalkirche an der Stelle eines früheren Baus 1670–1680 nach Plänen von Martino Allio von dem Maurermeister Hans Brewer sowie ab 1684 durch den Maurermeister Martin Urban errichtet. Das Gebäude wurde als Stiftung des Grüssauer Abts Bernardus Rosa errichtet. Der Turm wurde 1690–1691 erbaut. Die Kirche besitzt eine reiche barocke Innenausstattung, die von Künstlern der Grüssauer Werkstätten geschaffen wurden. Das spätgotische Flachrelief mit der Krönung Mariens aus der Zeit um 1500 schuf der „Meister der Lübener Figuren“. Der Hauptaltar, der Tabernakel und mehrere Skulpturen stammen von Joseph Anton Lachel. Die Kanzel schuf 1686 Georg Schrötter, das Gemälde des hl. Innozenz 1734 Georg Wilhelm Neunhertz und die Gemälde der Kreuzwegstationen 1751 Felix Anton Scheffler. Außerdem gibt es mehrere steinerne Epitaphien aus dem 18. Jahrhundert.
- Die ehemalige Pfarrschule liegt in der ul. Kościelna 5. Das frühere Pfarrhaus wurde 1575 renoviert und 1730 umgebaut. Es hat ein Sgraffito-Dekor an den Fassaden. Damit verbunden ist ein Torbau von 1730 mit einem reich verzierten Portal.
- Das Pfarrhaus mit Walmdach und Wappenkartusche der Grüssauer Zisterzienser wurde 1748 errichtet.
- Die ehemalige Evangelische Kirche (ul. Kościelna). Der Grundstein des Backsteingebäudes im neoromanischen Stil wurde 1880 gelegt, 1892 wurde es fertiggestellt. Der Entwurf stammt von Karl Johann Lüdecke. Nach 1945 wurde es als Sporthalle und später als Fabriklager genutzt. Derzeit ist das Gebäude ungenutzt, ohne Inneneinrichtung und verfallen. Neben der Kirche befindet sich ein Friedhof.
- Die steinernen Bürgerhäuser am Ring stammen aus dem 18. Jahrhundert. Es sind zwei- bis dreistöckige Giebelhäuser mit Laubengängen. Besonders bemerkenswert sind die Hausnummern 1, das ehemalige Rathaus von 1703 sowie Nummer 2 vom Ende des 18. Jahrhunderts. Das Haus Nummer 4 hat ein Barockportal und eine gotische Figur der hl. Hedwig.
- Barockbrunnen mit Statue des böhmischen Landesheiligen Johannes von Nepomuk.
- Der Bau der Holzlaubenhäuser „Zwölf Apostel“, die als Webersiedlung dienten, wurde 1707 durch die Grüssauer Zisterzienserabtei gestiftet. Erhalten sind nur mehr elf Häuser in der ul. Sądecka 13–23.
- Die Häusergruppe der „Sieben Brüder“ wurde 1763 für die Besiedlung mit bayerischen Damastwebern erbaut. 1952 sind drei Häuser abgebrannt.
- Die St.-Anna-Kapelle (Kaplica św. Anny) liegt etwa anderthalb Kilometer nordöstlich der Stadt; sie wurde 1669 errichtet; der abgetrennte Chorraum stammt von 1785, der neugotische Turm von 1890.

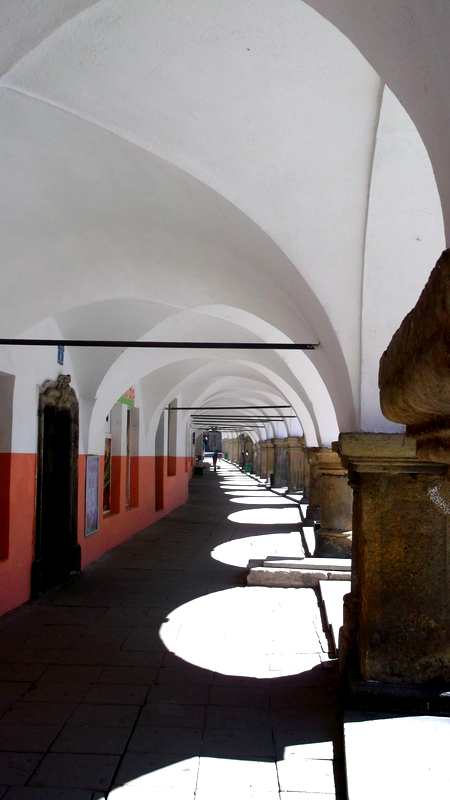
Laubengang am Markt
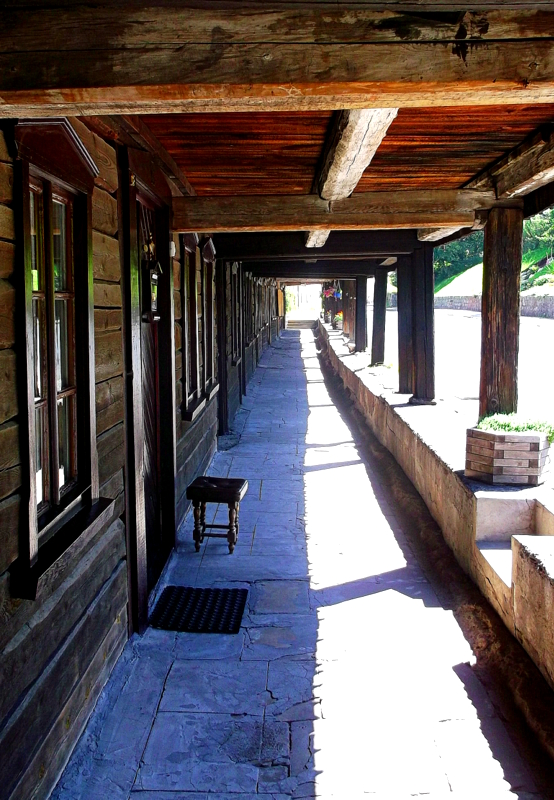
Laubengang an den Weberhäusern
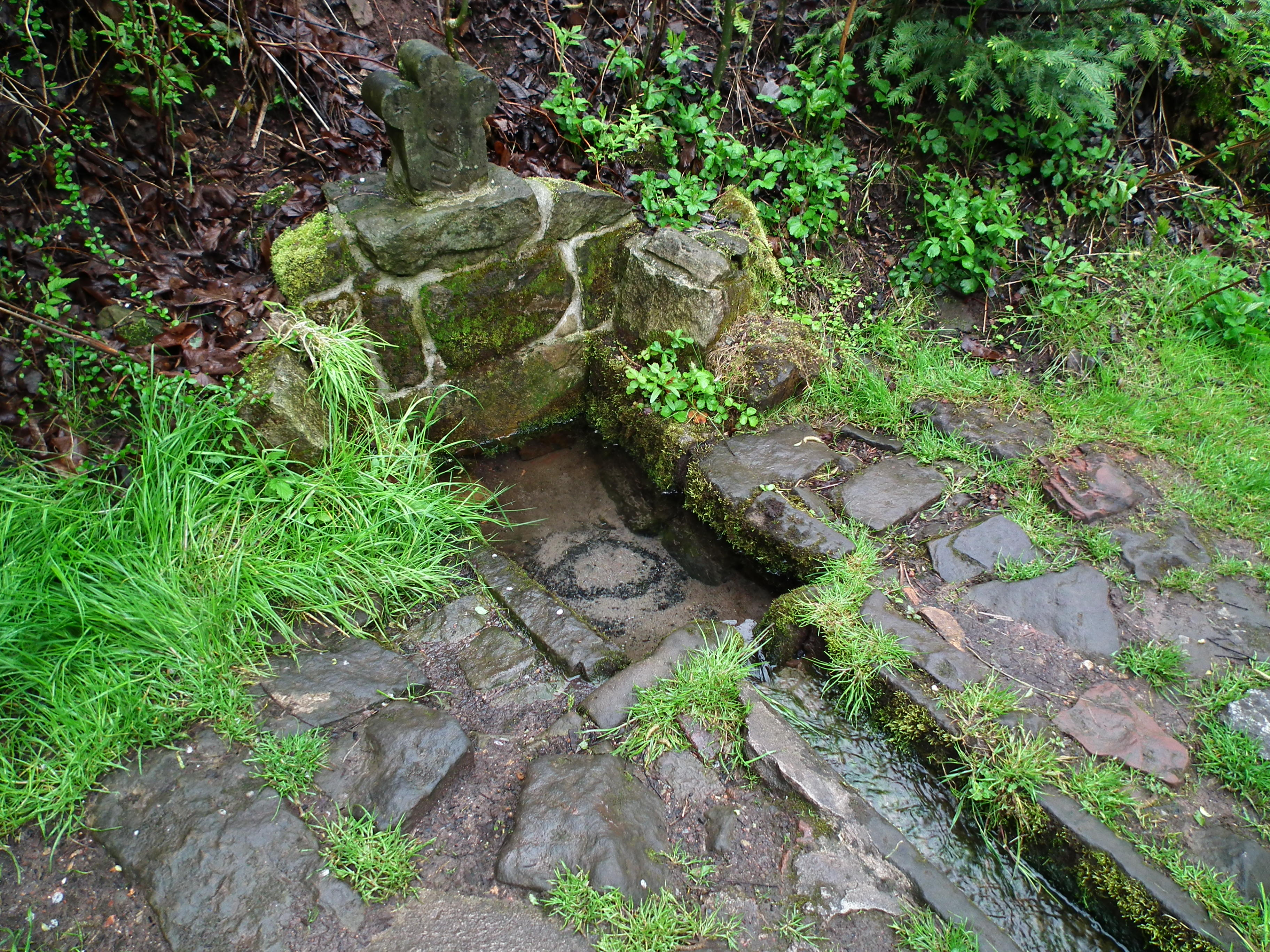
Brunnen im Hof eines Weberhauses
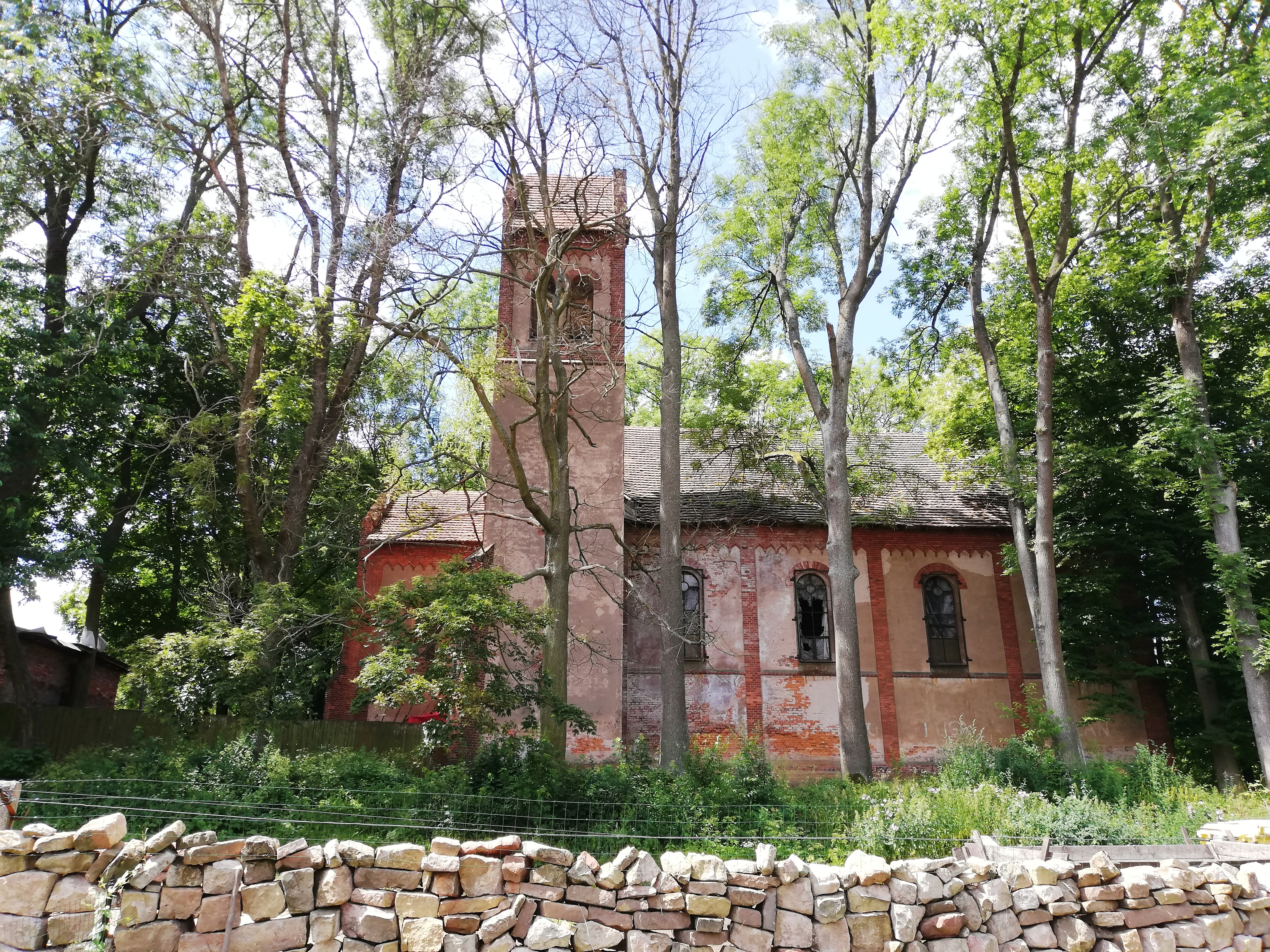
Evangelische Kirche
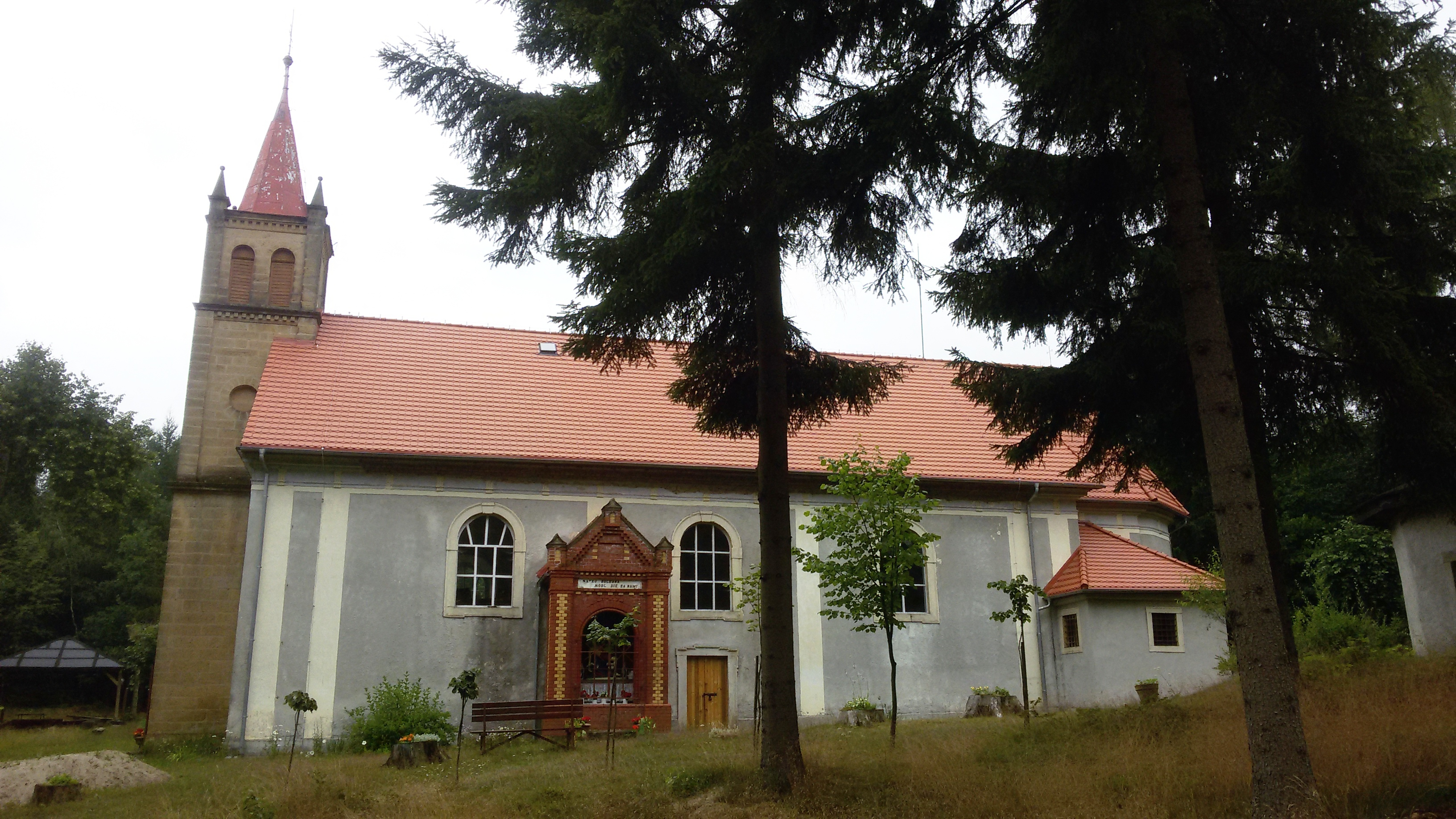
St.-Anna-Kapelle

## Bevölkerungsentwicklung
| Jahr | Einwohner | Anmerkungen |
| ---- | --------- | ----------- |
| 1933 | 2.077     | [ 4 ]       |
| 1939 | 2.096     | [ 4 ]       |